# Tersec
Tersec is een kevergeslacht uit de familie van de boktorren (Cerambycidae). De wetenschappelijke naam van het geslacht werd voor het eerst geldig gepubliceerd in 1912 door Lameere.

## Soorten
Tersec omvat de volgende soorten:
- Tersec ergatoides (Kolbe, 1894)
- Tersec infans (Quedenfeldt, 1882)